# エルムナイト
『エルムナイト』 (ELM KNIGHT) は、マイクロキャビンが1992年11月にPC-9801、FM-TOWNSにて発売したPCゲームソフト。アドベンチャー的な進行によってストーリーが展開するアクションゲームである。1993年にはPC-9821版も発売された。

## 概要
構想期間2年。ビジュアルシーン2時間30分超を誇る。
PC-9801版はフロッピーディスク10枚組という大容量だった。当時はグラフィックが解像度640x400で描かれているものが多い中、本作品はそれより低い解像度640x200で描かれていた。本作の開発開始当時のマイクロキャビンは、PC-8801やPC-88VAへの移植を意識して横200ラインでソフトを開発していたためである。
後にFM TOWNS、PC-9821それぞれのCD-ROM版が発売された。
ソフトベンダーTAKERUでは、PC-9801版が「ディスク1 - 5」と「ディスク6 - 10」の2セットに分割販売されていた。
ゲームパッケージイメージイラストは結城信輝。

## ゲームシステム
バネッタと呼ばれるロボットを操作して、各ステージをクリアして行くことによりストーリーが進行する。ステージクリアの条件はステージボス（ランドムーバーと呼ばれる対戦メカであったり、モンスターであったりする）を倒す、マップ上に表示される目的地を目指す、戦いに敗れる等。ロボットに搭乗せずに主人公が徒歩で行動するステージもある。ストーリーの演出（イベント、会話など）はすべてアニメーションで描かれているのが大きな特徴であり、発売当時の謳い文句もビジュアルシーン2時間30分超！というものだった。キーボードでロボットを操り敵を攻撃する操作の難度が高く、トレーニングモードが用意されている。

## ストーリー
人型の機動ロボットが兵器として利用されている世界、魔力を有する者は帝国の帝王ネークによりイレギュラーとして徹底的に排除されていた。弾圧を加えられたイレギュラー達は反乱軍を結成、帝国軍に対して徹底抗戦の構えをとる。帝国軍の軍事訓練校の生徒である主人公リックは本人も認識していなかった魔力が発見され脱走、反乱軍のリーダーの妹セレナと出会ったことにより反乱軍に身を投じ、否応なしに戦いに巻き込まれて行く。

## 登場人物
リック・チャンドラー
帝国軍の軍事訓練校に在学中に、本人すら知らなかった魔力が発見され追われる身となる。セレナの予知の魔法によると、生涯4つの呪いに付きまとわれる運命を持つ。1つは非常に不安定で、3つで済むかもしれないそうだ。
セレナ・ブルーム
反乱軍のリーダーの妹。リックを反乱軍に誘う。我侭、勝ち気、意地っ張りを絵に描いたような女の子。夜中に一人になることを脅えるような不安定な一面もある。兄が行方不明となっている。
イフル
幼い頃からリックに取り付いている謎の精神体。リックにのみ声が聞こえ、念話のような形で会話し合う。
バネッタ（サミー）
リックが搭乗しているランドムーバー。サミーは操縦補佐コンピュータ。必要最低限の受け答えしかできないはずが、物語が進むにつれて人間のような対話をするようになる。
ネロ
常に宙に浮いている正体不明の古代ロボット。リックが遺跡で発見して以来、行動を共にするようになる。

## デバッグモード
PC-9801版
リターンキーを押して武器選択メニューを開き、テンキーの2756を連続して押す。
FM-TOWNS版
キーボードのDキーを押しながらリターンキーを押し、メニュー表示後にテンキーの24865を連続して押す。